# Zelená ekonomika
Zelená ekonomika je ekonomika, která se zaměřuje na snižování environmentálních rizik a ekologických nedostatků a která usiluje o udržitelný rozvoj bez zhoršování životního prostředí. Úzce souvisí s ekologickou ekonomií, ale zaměřuje se více na politické prosazování. Zpráva UNEP o zelené ekonomice z roku 2011 tvrdí, „že aby byla ekonomika zelená, musí být nejen efektivní, ale také spravedlivá. Spravedlnost znamená uznání rovnosti na globální úrovni a na úrovni jednotlivých zemí, zejména při zajišťování spravedlivého přechodu k nízkouhlíkové ekonomice, která účinně využívá zdroje a je sociálně inkluzivní“.
Charakteristickým rysem, který jej odlišuje od předchozích ekonomických režimů, je přímé ocenění přírodního kapitálu a ekologických služeb jako těch, které mají ekonomickou hodnotu, a režim účtování úplných nákladů, v němž jsou náklady externalizované na společnost prostřednictvím ekosystémů spolehlivě vysledovány a zaúčtovány jako závazky subjektu, který způsobuje škodu nebo zanedbává aktivum.
Zelené značky a postupy udělování ekoznaček se objevily jako ukazatele šetrnosti k životnímu prostředí a udržitelnému rozvoji, které se obracejí na spotřebitele. Mnoho průmyslových odvětví začíná tyto normy přijímat jako způsob propagace svých ekologických postupů v globalizující se ekonomice. Tyto normy, známé také jako normy udržitelnosti, představují zvláštní pravidla, která zaručují, že zakoupené výrobky neškodí životnímu prostředí a lidem, kteří je vyrábějí. Počet těchto norem v poslední době vzrostl a nyní mohou pomoci budovat novou, ekologičtější ekonomiku. Zaměřují se mimo jiné na hospodářská odvětví, jako je lesnictví, zemědělství, těžba nebo rybolov; soustřeďují se na environmentální faktory, jako je ochrana vodních zdrojů a biologické rozmanitosti nebo snižování emisí skleníkových plynů; podporují sociální ochranu a práva zaměstnanců; a zaměřují se na konkrétní části výrobních procesů.

## Zelení ekonomové a ekonomie
Zelená ekonomie je volně definována jako jakákoli ekonomická teorie, podle níž je ekonomika považována za součást ekosystému, v němž se nachází (podle Lynn Margulisové). Typický je holistický přístup k tomuto tématu, kdy se ekonomické myšlenky prolínají s řadou dalších témat, v závislosti na konkrétním teoretikovi. Zastánci feminismu, postmodernismu, environmentálního hnutí, mírového hnutí, zelené politiky, zeleného anarchismu a antiglobalizačního hnutí používají tento termín k popisu velmi odlišných myšlenek, které jsou mimo hlavní proud ekonomie.
Podle Büschera rostoucí liberalizace politiky od 90. let 20. století způsobila, že se biodiverzita musí „legitimizovat“ v ekonomických termínech. Mnoho nevládních organizací, vlád, bank, společností atd. si začalo nárokovat právo na definici a obranu biodiverzity, a to výrazně neoliberálním způsobem, který sociální, politický a ekologický rozměr tohoto konceptu podřizuje jeho hodnotě, kterou určují kapitalistické trhy.
Někteří ekonomové považují zelenou ekonomii za obor nebo podobor více zavedených škol. Považují ji například za klasickou ekonomii, kde je tradiční půda zobecněna na přírodní kapitál a má některé atributy společné s prací a fyzickým kapitálem (protože přírodní kapitálová aktiva, jako jsou řeky, přímo nahrazují aktiva vytvořená člověkem, například kanály). Nebo se na ni pohlíží jako na marxistickou ekonomii, v níž je příroda představována jako forma lumpenproletariátu, vykořisťované základny nelidských pracovníků, kteří poskytují nadhodnotu lidské ekonomice, nebo jako na odvětví neoklasické ekonomie, v němž se cena života rozvojových a rozvinutých zemí udržuje na stabilní úrovni v poměru odrážejícím rovnováhu sil a cena nelidského života je velmi nízká.
Rostoucí angažovanost UNEP (a národních vlád, např. Velké Británie) v myšlenkách přírodního kapitálu a účetnictví plných nákladů pod heslem „zelená ekonomika“ by mohla smazat rozdíly mezi jednotlivými školami a nově je všechny definovat jako varianty „zelené ekonomie“. Od roku 2010 brettonwoodské instituce (zejména Světová banka a Mezinárodní měnový fond (prostřednictvím své iniciativy „Zelený fond“) odpovědné za globální měnovou politiku jasně deklarovaly záměr přejít na oceňování biodiverzity a oficiálnější a univerzálnější financování biodiverzity.
S přihlédnutím k těmto skutečnostem je třeba se zaměřit nikoli na menší, ale na radikálně nulové emise a odpady, což prosazuje iniciativa Zero Emissions Research and Initiatives. Zpráva UNEP o zelené ekonomice z roku 2011 informuje, že „na základě existujících studií byla roční poptávka po financování ekologizace světové ekonomiky odhadnuta v rozmezí 1,05 až 2,59 bilionu USD. Pro představu, tato poptávka představuje přibližně desetinu celkových globálních investic ročně, měřeno globální tvorbou hrubého kapitálu“.
Na konferenci COP 26 oznámila Evropská investiční banka soubor společných zásad spravedlivého přechodu dohodnutých s mnohostrannými rozvojovými bankami, které jsou rovněž v souladu s Pařížskou dohodou. Zásady odkazují na zaměření financování na přechod k ekonomikám s nulovými čistými emisemi uhlíku, přičemž je třeba mít na paměti socioekonomické dopady, spolu s politickou angažovaností a plány na začleňování a rovnost žen a mužů, přičemž cílem všech těchto zásad je dosáhnout dlouhodobé ekonomické transformace.
Africká rozvojová banka, Asijská rozvojová banka, Islámská rozvojová banka, Rozvojová banka Rady Evropy, Asijská banka pro investice do infrastruktury, Evropská banka pro obnovu a rozvoj, Nová rozvojová banka a Meziamerická rozvojová banka patří mezi mnohostranné rozvojové banky, které se zavázaly dodržovat zásady zmírňování změny klimatu a spravedlivého přechodu. Přispěla také skupina Světové banky.

## Definice
Karl Burkart definoval zelenou ekonomiku jako založenou na šesti hlavních odvětvích:
- Obnovitelná energie
- Zelené budovy
- Udržitelná doprava
- Hospodaření s vodou
- Nakládání s odpady
- Hospodaření s půdou

Mezinárodní obchodní komora (ICC), která zastupuje světový byznys, definuje zelenou ekonomiku jako „ekonomiku, v níž hospodářský růst a odpovědnost k životnímu prostředí vzájemně posilují a zároveň podporují pokrok v sociálním rozvoji“.
V roce 2012 ICC zveřejnila Plán zelené ekonomiky, který obsahuje příspěvky mezinárodních odborníků konzultovaných každé dva roky. Plán představuje komplexní a multidisciplinární úsilí o vyjasnění a zarámování pojmu „zelená ekonomika“. Zdůrazňuje úlohu podniků při přinášení řešení globálních výzev. Stanovuje následujících 10 podmínek, které se týkají podnikání/průmyslu a spolupráce při přechodu k zelené ekonomice:
- Otevřené a konkurenční trhy
- Metriky, účetnictví a podávání zpráv
- Finance a investice
- Informovanost
- Přístup založený na životním cyklu
- Účinné využívání zdrojů a oddělení zdrojů
- Zaměstnanost
- Vzdělávání a dovednosti
- Řízení a partnerství
- Integrovaná politika a rozhodování